# Chrząstawka
Chrząstawka – struga, prawy dopływ Widawki o długości 18,79 km.
Młyny wodne w miejscowościach Chrząstawa w gminie Widawa i Faustynów w gminie Zelów.